# High Point (Florida)
High Point es un lugar designado por el censo ubicado en el condado de Hernando en el estado estadounidense de Florida. En el Censo de 2010 tenía una población de 3.686 habitantes y una densidad poblacional de 285,84 personas por km².

## Geografía
High Point se encuentra ubicado en las coordenadas 28°32′50″N 82°31′15″O / 28.54722, -82.52083. Según la Oficina del Censo de los Estados Unidos, High Point tiene una superficie total de 12.9 km², de la cual 12.84 km² corresponden a tierra firme y (0.4%) 0.05 km² es agua.

## Demografía
Según el censo de 2010, había 3.686 personas residiendo en High Point. La densidad de población era de 285,84 hab./km². De los 3.686 habitantes, High Point estaba compuesto por el 96.69% blancos, el 0.62% eran afroamericanos, el 0.33% eran amerindios, el 0.54% eran asiáticos, el 0.03% eran isleños del Pacífico, el 0.73% eran de otras razas y el 1.06% pertenecían a dos o más razas. Del total de la población el 4.07% eran hispanos o latinos de cualquier raza.